# 매원초등학교 (경북)
매원초등학교는 대한민국 경상북도 칠곡군 왜관읍 매원리 소재 공립초등학교이다. 2012년 4월부터 당해 10월까지 교사(校舍) 증개축이 완공됨에 따라 2층건물 2동이 되었다. 2018년 12월 매원초등학교 다목적 강당인 '매화관'이 완공되었다.

## 학교 연혁
- 1949. 9. 1 매원국민학교 개교
- 1955. 3.22 제1회 졸업식
- 1987. 3.10 매원국민학교 병설유치원 개원
- 1993. 3. 7 농어촌 급식학교 지정 실시
- 1996. 3. 1 칠곡교육청 지정 기초.기본교육 시범학교
- 1996. 3. 1 매원초등학교로 개칭
- 2006. 3. 1 칠곡교육청 지정 인성교육 시범학교
- 2008. 3. 1 경상북도교육청지정 방과후학교 시범학교
- 2009. 3. 1 칠곡교육청지정 영어교육 시범학교
- 2009. 9. 1 경상북도교육청지정 교원능력개발평가 선도학교
- 2014. 2.19 제60회 졸업(졸업생 총수 2,552명)
- 2014. 3. 1 제28대 조영미 교장 부임
- 2014. 3. 1 초등 6학급(73명), 유치원(1학급 10명)